# Sis dies d'Atlanta
Els Sis dies d'Atlanta va ser una cursa de ciclisme en pista, de la modalitat de sis dies, que es va córrer a Atlanta (Estats Units d'Amèrica). Només es va disputar la primera edició el 1909.

## Palmarès
| Any  | Primers                | Segons                          | Tercers                       |
| ---- | ---------------------- | ------------------------------- | ----------------------------- |
| 1909 | Joe Fogler · Eddy Root | Elmer Collins · Robert Walthour | George Cameron · Worth Mitten |